# Montagny, Loire
Montagny este o comună în departamentul Loire din sud-estul Franței. În 2009 avea o populație de 1.140 de locuitori.

## Evoluția populației
| An        | 1975  | 1982  | 1990  | 1999  | 2006  | 2009  |
| --------- | ----- | ----- | ----- | ----- | ----- | ----- |
| Populație | 1.058 | 1.078 | 1.124 | 1.111 | 1.105 | 1.140 |